# Elena Novikova-Belova
Elena Dmitrievna Novikova, coniugata Belova (in russo Елена Дмитриевна Новикова-Белова?; Sovetskaja Gavan', 28 luglio 1947), è un'ex schermitrice sovietica, vincitrice di quattro medaglie d'oro, una d'argento ed una di bronzo nella scherma ai giochi olimpici. Vincitrice anche di 2 Coppe del Mondo di scherma.